# کوپرس استاندارد اتوموتیو
کوپرس استاندارد اتوموتیو (انگلیسی: Cooper-Standard Automotive) شرکت خودروسازی آمریکایی است.